# Tiếng Franco-Provençal
Tiếng Franco-Provençal (Francoprovençal), tiếng Arpitan hay tiếng Romand (tại Thụy Sĩ) (Franco-Provençal: francoprovençâl, arpetan, patouès; tiếng Ý: francoprovenzale, arpitano; tiếng Pháp: francoprovençal, arpitan, patois) là một ngôn ngữ Rôman được nói tại đông-trung Pháp, tây Thụy Sĩ, tây bắc Ý, và tỉnh Foggia tại Apulia, Ý. Tiếng Franco-Provençal có nhiều phương ngữ riêng biệt, và tuy tách biệt, có liên quan chặt chẽ đến những ngôn ngữ Rôman lân cận: Langues d'oïl, tiếng Occitan, nhóm ngôn ngữ Gaul-Italia và tiếng Romansh. Cái tên Franco-Provençal được nhà ngôn ngữ học G. I. Ascoli đặt ra vào thế kỷ 19, bởi nó chia sẻ nhiều đặc điểm với tiếng Pháp và Provençal. Arpitan đang trở thành một cái tên phổ biến cho ngôn ngữ này.